# Equips de l'NBA contra equips catalans
El 20 d'octubre de 1989 es va disputar el primer partit compost entre un equip provinent de la lliga nord-americana de basquetbol (NBA) i un equip català, enfrontant els Denver Nuggets i el FC Barcelona. El partit es va jugar a la competència amistosa McDonald's Championship FIBA-NBA, al PalaEUR de Roma i amb un resultat final de 137 a 103 favorable als de Denver.
Aquest partit però, no va ser l'últim sinó que durant el pas dels anys s'han anat disputant diversos partits entre equips catalans de la lliga espanyola i nord-americana, amb una quantitat total de 10 partits fins a l'actualitat. La primera victòria espanyola la va protagonitzar el FC Barcelona el 5 d'octubre de 2006 contra els Philadelphia 76ers amb un resultat de 104-99 a favor dels blaugranes.

## Resultats
| 20 d'octubre de 1989 | Denver Nuggets       | FC Barcelona          | 137 | 103 |
| 19 d'octubre de 1991 | Los Angeles Lakers   | Joventut              | 116 | 114 |
| 20 d'octubre de 1994 | Joventut             | Golden State Warriors | 104 | 122 |
| 10 d'octubre de 2003 | FC Barcelona         | Memphis Grizzlies     | 80  | 91  |
| 5 d'octubre de 2006  | FC Barcelona         | Philadelphia 76ers    | 104 | 99  |
| 18 d'octubre de 2008 | Los Angeles Lakers   | FC Barcelona          | 108 | 104 |
| 19 d'octubre de 2008 | Los Angeles Clippers | FC Barcelona          | 114 | 109 |
| 7 d'octubre de 2010  | FC Barcelona         | Los Angeles Lakers    | 92  | 88  |
| 9 d'octubre de 2012  | FC Barcelona         | Dallas Mavericks      | 99  | 85  |
| 5 d'octubre de 2016  | FC Barcelona         | Oklahoma City Thunder | 89  | 92  |